# Hendrick Zuck
Hendrick Zuck, né le 21 juillet 1990 à Püttlingen en Allemagne, est un footballeur allemand qui joue au poste de latéral gauche au 1. FC Kaiserslautern.

## Biograpghie

### VfB Borussia Neunkirchen (2008 - 2010)
Formé au sein du club, la carrière du joueur débute au VfB Borussia Neunkirchen, alors en Oberliga Südwest.

### 1. FC Kaiserslautern (2010 - 2013)
En juillet 2010, le joueur signe avec le 1. FC Kaiserslautern et intègre directement l'équipe réserve du club.
En 2012, le joueur signe son premier contrat professionnel avec le club, le liant à ce dernier jusqu'en 2014. Il fait ses débuts en équipe première le 6 août 2012, lors d’un match nul 3-3 contre le 1. FC Union Berlin, au cours duquel il inscrit son premier but sous les couleurs de Kaiserslautern.

### SC Fribourg (2013 - 2015)
En 2013, il s'engage avec le SC Fribourg, club de Bundesliga, pour un montant estimé à 500 000€.

#### Prêt à l'Eintracht Brunswick (2014 - 2015)
Le 11 juin 2014, l'Eintracht Brunswick, alors en 2. Bundesliga, annonce l'arrivée en prêt du joueur pour une saison en provenance du SC Fribourg.

### Eintracht Brunswick (2015 - 2018)
Le 12 mai 2015, l'Eintracht Brunswick lève l'option d'achat et recrute ainsi définitivement le joueur, ce dernier jouant peu avec Fribourg en première division.

### 1. FC Kaiserslautern (depuis 2018)
En 2018, le joueur retourne au 1. FC Kaiserslautern et s'engage pour trois ans, libre de tout contrat, rejoignant ainsi le club en 3. Liga.
Lors de la saison 2021-2022, il joue un rôle clé dans la montée du 1. FC Kaiserslautern en 2. Bundesliga, occupant le poste de vice-capitaine derrière Jean Zimmer. Il conserve sa place de titulaire lors de la saison 2022-2023, disputant 18 matchs et délivrant quatre passes décisives.
La saison suivante est marquée par des difficultés pour le joueur ; il perd sa place de titulaire au profit de Tymoteusz Puchacz, prêté par le 1. FC Union Berlin, et ne participe qu’à cinq rencontres au total. En janvier 2024, il subi une rupture du ligament croisé lors d’un entraînement, l’éloignant des terrains pour le reste de la saison. Malgré cette blessure, le 1. FC Kaiserslautern renouvel sa confiance en prolongeant son contrat en juin 2024. En janvier 2025, alors qu’il est en phase de rééducation, le joueur subi une nouvelle rupture du ligament croisé.

## Palmarès
| 1. FC Kaiserslautern (2) :                                                   |
| ---------------------------------------------------------------------------- |
| - Südwestpokal (2) - Vainqueur : 2019 et 2020 - DFB-Pokal - Finaliste : 2024 |